# Sprawy zagraniczne
Sprawy zagraniczne (A Foreign Affair) − amerykańska komedia romantyczna z 1948 roku.

## O filmie
Film dotyczy rzeczywistości powojennej w Berlinie. Kręcono go od sierpnia 1947 do lutego 1948, w dużej mierze na terenie Berlina, wówczas jeszcze ogarniętego zniszczeniami II wojny światowej. Montaż filmu trwał tydzień.
Marlene Dietrich początkowo odrzuciła rolę, nie chciała zagrać byłej nazistki. Wilder odwiedził aktorkę w Paryżu, pokazując jej materiały próbne, jakie nagrał z June Havoc i powiedział, że tylko ona może zagrać tę rolę. Dietrich wyraziła wówczas zgodę. Reżyser musiał też przekonać Jean Arthur do wystąpienia w projekcie. Podczas pracy nad filmem, Arthur oskarżała Wildera o faworyzowanie Dietrich.
Obraz spotkał się z dużym sukcesem. Dostał pozytywne recenzje i zdobył dwie nominacje do Oscara: za najlepsze zdjęcia w filmie czarno-białym dla Charlesa Langa oraz za najlepszy scenariusz adaptowany dla Billy’ego Wildera, Richarda Breena i Charlesa Bracketta.
Marlena Dietrich wykonała w filmie trzy piosenki: „Ruins of Berlin”, „Illusions” i „Black Market”. Obecnie Sprawy zagraniczne uważa się za jeden z jej najlepszych powojennych filmów.

## Fabuła
Akcja filmu rozgrywa się w Berlinie. Komisja Kongresu Stanów Zjednoczonych przybywa do miasta by odwiedzić stacjonujące tam oddziały amerykańskie. Członkinią komisji jest Phoebe Frost (Jean Arthur). Dowiaduje się ona, że piosenkarka kabaretowa Erika von Schlütow (Marlene Dietrich), podejrzana o bycie kochanką Hermanna Göringa i Josepha Goebbelsa, jest chroniona przez jednego z amerykańskich żołnierzy. Nakazuje kapitanowi Johnowi Pringle (John Lund) zbadać tę sprawę, nie wiedząc jednak, że mężczyzna jest obecnym kochankiem Eriki.
Porucznik Rufus J. Plummer (Millard Mitchell) wyznaje Johnowi, że wie o jego romansie z Eriką. Każe mu jednak kontynuować tę znajomość w nadziei, że piosenkarka zdradzi aktualne miejsce pobytu poszukiwanego przez nich agenta, Hansa Otto Birgela. W międzyczasie Erika i Phoebe zostają aresztowane podczas akcji poszukiwania Niemców niemających odpowiedniego dokumentu tożsamości. Erika, w celu uwolnienia Phoebe, podaje ją za swoją krewną. Później zdradza jej, że ma romans z Johnem.
Birgel próbuje zabić Johna, jednak zostaje zastrzelony przez amerykańskich żołnierzy. Erika zostaje zatrzymana i skazana na roboty przymusowe w obozie pracy. Phoebe i John godzą się i zostają razem.

## Obsada
- Jean Arthur jako Phoebe Frost
- Marlene Dietrich jako Erika von Schlütow
- John Lund jako kapitan John Pringle
- Millard Mitchell jako porucznik Rufus J. Plummer
- Peter von Zerneck jako Hans Otto Birgel
- Stanley Prager jako Mike
- William Murphy jako Joe

## Oceny
| Źródło             | Ocena     |
| ------------------ | --------- |
| AllMovie           | [ 4 ]     |
| Eye for Film       | [ 5 ]     |
| VideoVista         | [ 6 ]     |
| The New York Times | pozytywna |